# 田島俊弥
田島 俊弥（たじま しゅんや、1979年10月19日 - ）は、新潟県出身の俳優。血液型はO型。青年座所属。

## 人物
2005年、舞台『四谷怪談』で第16回初井賞を受賞。

## 出演
※太字は主役。

### 映画
- ゴジラ×モスラ×メカゴジラ 東京SOS（2003年） - 哨戒機担当官[2]
- さくらん - 客
- 日本のいちばん長い日 - 椎崎二郎
- 沈黙 -サイレンス-スナハマサムライ1

### テレビドラマ
- 風の輪舞
- 河井継之助 駆け抜けた蒼龍 - 大崎彦助
- 結婚しない - 澤田
- 弁護士・高林鮎子 - 平野功
- 旅行作家・茶屋次郎
- 血痕 警科研・湯川愛子の鑑定ファイル
- 私は代行屋!
- おばさんデカ 桜乙女の事件帖16（2017年） ‐ 島川康之

### 吹き替え
- アニマル・ハウス（チップ・ディラー）
- 西部戦線異状なし（ポール）
- ハイテクサンタがやってきた
- HAWAII FIVE-0
- ボトム・ダウン（ジョン）
- 私はケイトリン（ウィル・フィンリー）

### 舞台
青年座公演

2008年
- MOTHER （平野萬里）紀伊國屋ホール

2005年
- 妻と社長と九ちゃん （前田章介）紀伊國屋ホール

2004年
- 赤シャツ（福地記者）地方公演

外部出演

2008年
- 帰り花 青年座劇場

2006年
- くじら島 紀伊國屋ホール／海外・地方公演

2005年
- 四谷怪談 ベルリン芸術祭劇場